# جاده ئی۳۱۱ اروپا
جاده ئی۳۱۱ اروپا (به انگلیسی: European route E311) یکی از جاده‌های درجه ۲ قاره اروپا است.
این جاده که در کشور هلند قرار دارد از شهر بردا شروع شده و در شهر اوترخت به پایان می‌رسد.